# Serra del Parany
La Serra del Parany és una serra situada al municipi d'Olivella (Garraf), amb una elevació màxima de 198 metres.